# .id
.id è il dominio di primo livello nazionale assegnato all'Indonesia.
È amministrato dall'associazione Perkumpulan Pengelola Nama Domain Internet Indonesia (PANDI).